# Saint-Flour-l'Étang
Saint-Flour-l'Étang (até 2020: Saint-Flour) é uma comuna francesa na região administrativa de Auvérnia-Ródano-Alpes, no departamento Puy-de-Dôme. Estende-se por uma área de 9,45 km². Em 2010 a comuna tinha 289 habitantes (densidade: 30,6 hab./km²).